# Келлах мак Маэл Кобо

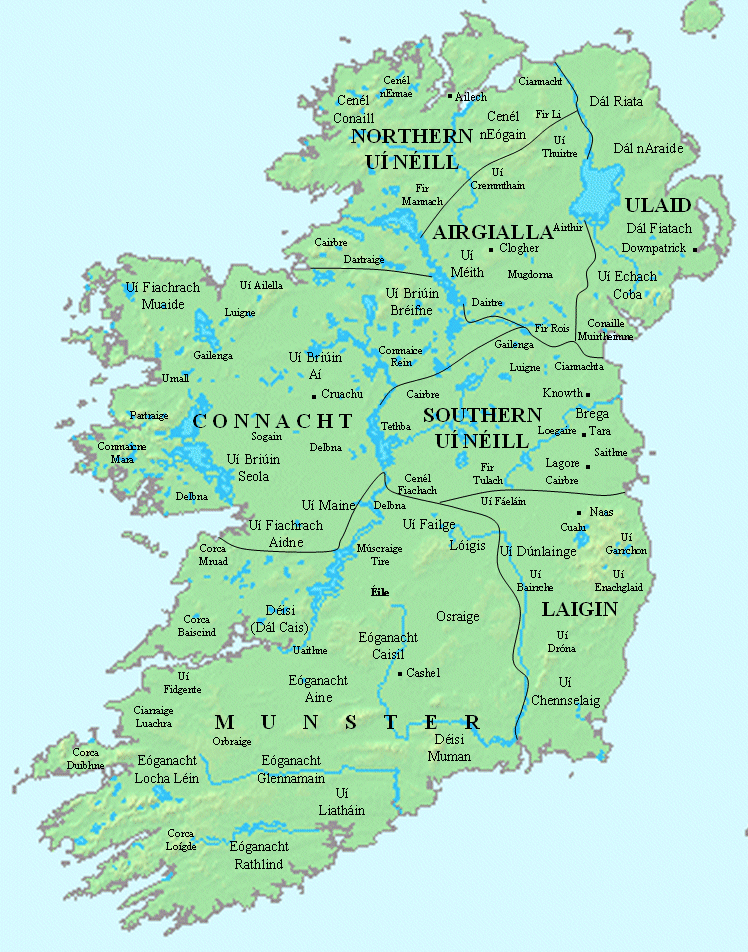
Ирландия в Раннее Средневековье

Келлах мак Маэл Кобо (Келлах мак Маэл Коба; др.‑ирл. Cellach mac Máele Cobo; умер в 658658) — король Кенел Конайлл (будущего Тирконнелла) и верховный король Ирландии (642—658) из Северных Уи Нейллов. Правил совместно со своим братом Коналлом Каэлом.

## Биография

### Ранние годы
Келлах был сыном правителя Кенел Конайлл и верховного короля Ирландии Маэл Кобо мак Аэдо, скончавшегося в 615 году, и Кроинсех, дочери короля Осрайге Аэда Финда. После смерти Маэл Кобо титул верховного короля перешёл к правителю Айлеха Суибне Заике, а после его смерти в 628 году — к дяде Келлаха Домналлу мак Аэдо.
В 630-х годах свои притязания на титул верховного короля Ирландии предъявил правитель Ульстера Конгал Кривой. В 637 году для борьбы со своим соперником Домналл мак Аэдо создал коалицию, в которую вошли представители как Северных, так и Южных Уи Нейллов. На стороне Аэда, кроме его племянников Келлаха мак Маэл Кобо и Коналла Каэла, выступили короли-соправители Бреги Диармайт и Блатмак мак Аэдо Слане и их брат Дунхад. В сражении при Маг Рот войско королей-союзников одержало решительную победу над войском ульстерского правителя и примкнувших к нему короля Айлеха Крундмаэла мак Суибне и правителя Дал Риады Домналла I. Среди погибших на поле боя был король Конгал Кривой, а также сражавшиеся на стороне ульстерцев сын и внук бывшего короля Миде Коналла Гутбинна, Айрметах Кривой и Фаэлху мак Айрметайг. В ирландских анналах также сообщается о произошедшей в один день со сражением при Маг Рот морской битве при Сайлтире (у побережья полуострова Кинтайр), в которой предводительствуемый Коналлом Каэлом флот Домналла мак Аэдо нанёс поражение объединённому флоту Айлеха и Дал Риады.

### Верховный король Ирландии
После смерти в 642 году Домналла мак Аэдо власть над Кенел Конайлл и титул верховного короля унаследовали его племянники Келлах мак Маэл Кобо и Коналл Каэл, ставшие королями-соправителями. Об этом известно из сообщений ирландских анналов и списков верховных королей в «Лейнстерской книге» и трактате «Laud Synchronisms». Однако наиболее древний из списков королей Тары, сохранившийся в составе саги «Видение Конна», называет преемниками Домналла королей Диармайта и Блатмака мак Аэдо Слане. Вероятно, правители Бреги после смерти Домналла мак Аэдо предъявили притязания на титул верховного короля, что и нашло отражение в противоречивости сообщений средневековых источников о преемниках Домналла. Предполагается, что Келлах и Коналл признавались единственными верховными королями Ирландии только во владениях Северных Уи Нейллов, в то время как среди Южных Уи Нейллов в этом качестве могли рассматриваться также и короли Домналл и Блатмак.
Вероятно, власть Келлаха мак Маэл Кобо и Коналла Каэла не была прочной. В 650 году им пришлось столкнуться с мятежом своего двоюродного брата Энгуса, сына короля Домналла мак Аэдо. В произошедшем при Дун Кремтайнне сражении Келлах и Коналл одержали победу, а Энгус мак Домнайлл пал на поле боя.
Однако в 654 году король Коналл Каэл был убит королём Бреги Диармайтом мак Аэдо Слане, а в 658 году скончался и король Келлах мак Маэл Кобо. Местом смерти верховного короля некоторые исторические источники называют Бру-на-Бойн. Высказывается предположение, что Келлах мог быть пленён Диармайтом ещё в 654 году и с того времени находиться в заключении.
После смерти Келлаха мак Маэл Кобо титулом верховного короля Ирландии овладели Диармайт и Блатмак мак Аэдо Слане. Точно неизвестно, кто был непосредственным преемником Келлаха на престоле Кенел Конайлл. Возможно, это был Айлиль Фланн Эса, смерть которого анналы датируют 666 годом, однако первым после Келлаха достоверно известным правителем Кенел Конайлл был Лоингсех мак Энгуссо.
Возможно, что супругой Келлаха мак Маэл Кобо была Датнат (или Домнайт). Известно, что у Келлаха была дочь Кахт, супруга короля Айлеха Маэл Дуйна мак Маэл Фитриха.